# SN 1955G
SN 1955G – supernowa odkryta 16 kwietnia 1955 roku w galaktyce PGC0035168. W momencie odkrycia miała maksymalną jasność 19,40m.